# مارغريت داوني
مارغريت داوني (بالإنجليزية: Margaret Downey)‏ هي ناشِطة أمريكية، ولدت في 16 أغسطس 1950 في الولايات المتحدة.